# Fell’s Höhle
Koordinaten: 52° 2′ 45,1″ S, 70° 3′ 52,8″ W

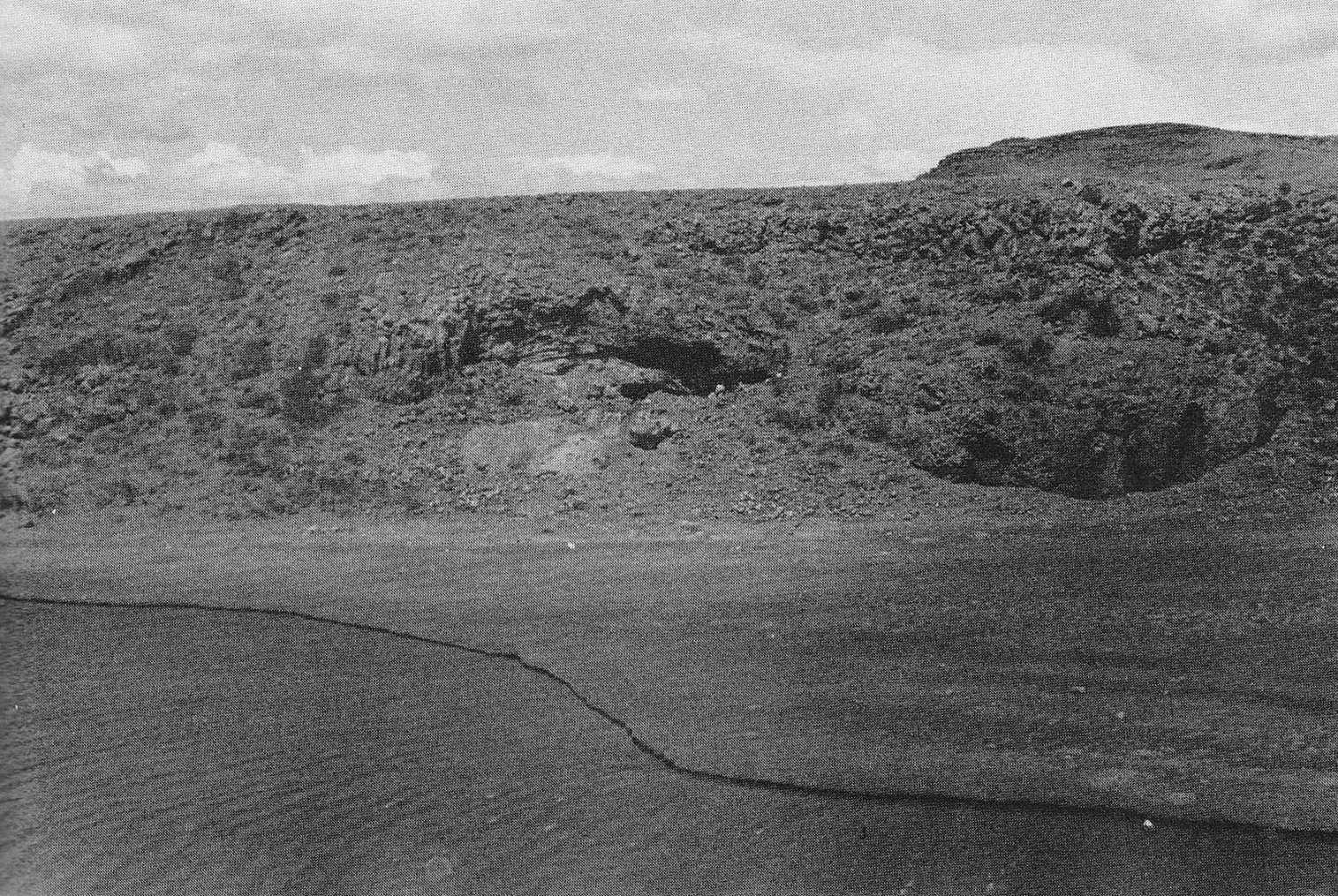
Fell’s Höhle

Fell’s Höhle (englisch Fell’s Cave – spanisch Cueva de Fell) ist eine Halbhöhle mit archäologischen Funden aus der amerikanischen Altsteinzeit zwischen 9000 und 8000 v. Chr., im chilenischen Patagonien. Sie liegt unmittelbar an der argentinischen Grenze, nahe der Magellanstraße im Tal des Río Chico. Das Abri wurde in den 1930er Jahren entdeckt und vorwiegend um 1970 ausgegraben. Die Fundstätte erbrachte den Beweis dafür, dass Menschen bereits kurz nach dem Ende der letzten Eiszeit den äußersten Süden Amerikas besiedelt hatten. 1977 wurde in Monte Verde, ebenfalls in Chile, eine noch ältere Stätte erkannt.

## Forschungsgeschichte
Die Cueva de Fell wurde 1936/37 von Junius Bird (1907–1982) entdeckt und erstmals archäologisch untersucht. 1952 bis 1958 gruben französische Archäologen zusammen mit dem Grundeigentümer John Fell, nach dem Bird der Fundstätte den Namen gab. In einer Probennahme von 1968 und einer gemeinsamen Ausgrabungskampagne 1969/70 durch Bird und Fell wurden erstmals 14C-Daten der Fundstelle erhoben. Die Proben der Grabungen von 1968 bis 1970 werden im American Museum of Natural History in New York City archiviert, sie konnten ab 2011 mit modernen Methoden erneut untersucht werden.

## Befunde und Bedeutung
In der Halbhöhle befinden sich quartäre Sedimente in einer Dicke von etwa 2,5 m. Bird unterteilte die archäologisch relevanten Schichten in fünf Horizonte, die vom Jungpleistozän bis nahe der Gegenwart reichen. Im untersten Horizont fand er insgesamt 17 Fischschwanz-Projektilspitzen, eine Form, die an vielen Plätzen in Südamerika gefunden wurde und als südamerikanisches Äquivalent zu den Projektilspitzen der nordamerikanischen Clovis-Kultur gelten. In den tiefsten Lagen fand er Knochen von zwei ausgestorbenen Megaherbivoren, das Riesenfaultier Mylodon und ein Pferd Hippidion sowie Werkzeuge aus Stein und Knochen.
Zur Probenentnahme unterteilte Bird die fünf Horizonte in insgesamt 23 Schichten, von denen die untersten drei (23-21) keine Artefakte oder anderen kulturellen Spuren aufwiesen. In Schicht 20 wurden eine Feuerstelle und ein Fischschwanzprojektil gefunden, in der Schicht 19 setzt sich die Feuerstelle nach oben fort. In Schicht 18 erscheint eine neue Feuerstelle. Diese Fundsituation erlaubte es, das Fischschwanzprojektil durch Holzkohle aus den Feuerstellen zu datieren.
Die ursprünglichen Datierungen durch Bird in den Anfangsjahren der Radiokohlenstoffdatierung erbrachten Altersangaben für die Schichten 18 bis 20 von 10.080 ± 160 Jahren, 10.720 ±300 und 11.000 ±170 Jahren. Die neueren Untersuchungen derselben Proben mittels Beschleuniger-Massenspektrometrie korrigierten diese Altersbestimmungen. Jetzt lassen sich die Angaben auf 10.359 ±30, 10.657 ±40 und 10.835±50 korrigieren. Mittels der aktuellen Kalibrierungskurve ergibt das ein Alter von 12.390–12.170, 12.700–12.640 und 12.700–12.750 cal BP. Die neuen Daten passen die Funde der Fell's Höhle in die Alterspanne anderer Fischschwanzprojektile, die in weiteren Fundstellen im Süden Südamerikas gefunden wurden und alle in den Bereich zwischen 12.100 und 12.800 cal. BP fallen.
Die Südteile des heutigen Chile waren also sowohl in den Sümpfen am Monte Verde (10.500-9.500 v. Chr.) als auch in den trockeneren Gebieten an der Cueva de Fell bewohnt. Die Halbhöhle wurde rund 10.000 v. Chr. von Jägern besetzt, die Abfallschichten hinterließen. Die Jagdwaffen und Werkzeuge der Cueva de Fell entsprechen den älteren von Monte Verde. Sie waren also Teil einer langjährigen Tradition der neuen Welt.
Fell’s Höhle wurde zusammen mit der nahe gelegenen Pali Aike Höhle im Nationalpark Pali Aike 1998 von Chile als UNESCO-Welterbe vorgeschlagen.